# Alectura lathami
El talégalo de Latham (Alectura lathami), también conocido como pavo de matorral o talégalo cabecirrojo, es una especie de ave de la familia Megapodiidae. Es endémico de Australia, habitando principalmente en zonas boscosas del noreste al sureste del país. Este ave destaca por su método inusual de incubación y comportamiento reproductivo.

## Descripción
El talégalo de Latham es un ave terrestre, de tamaño similar al de una gallina grande, con un plumaje oscuro y una cabeza desnuda de color rojo brillante. Los machos adultos construyen enormes montículos de descomposición orgánica para incubar los huevos, empleando hojas, arena y otros materiales como fuente de calor.

## Reproducción y comportamiento

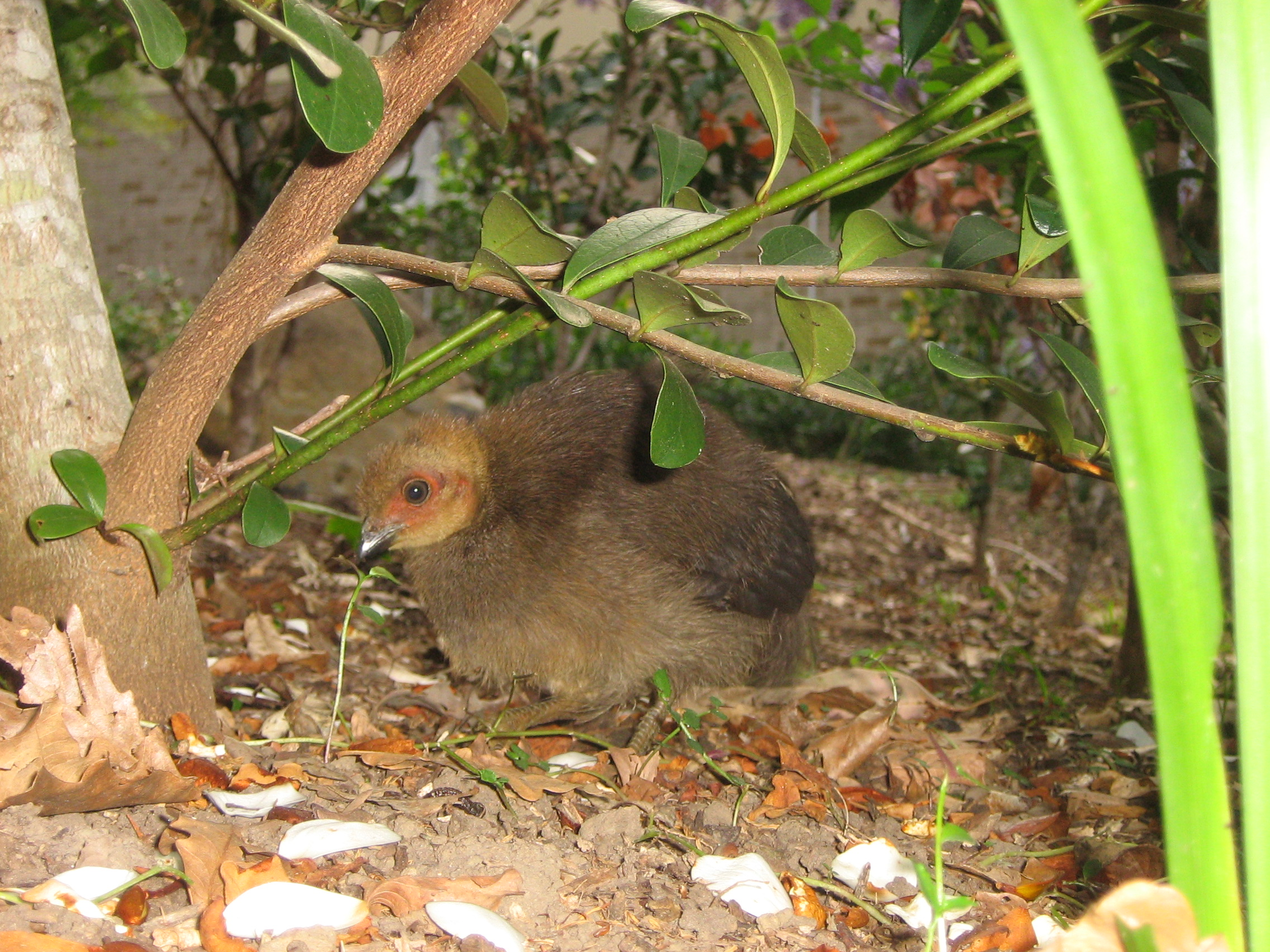
Polluelo de Alectura lathami.

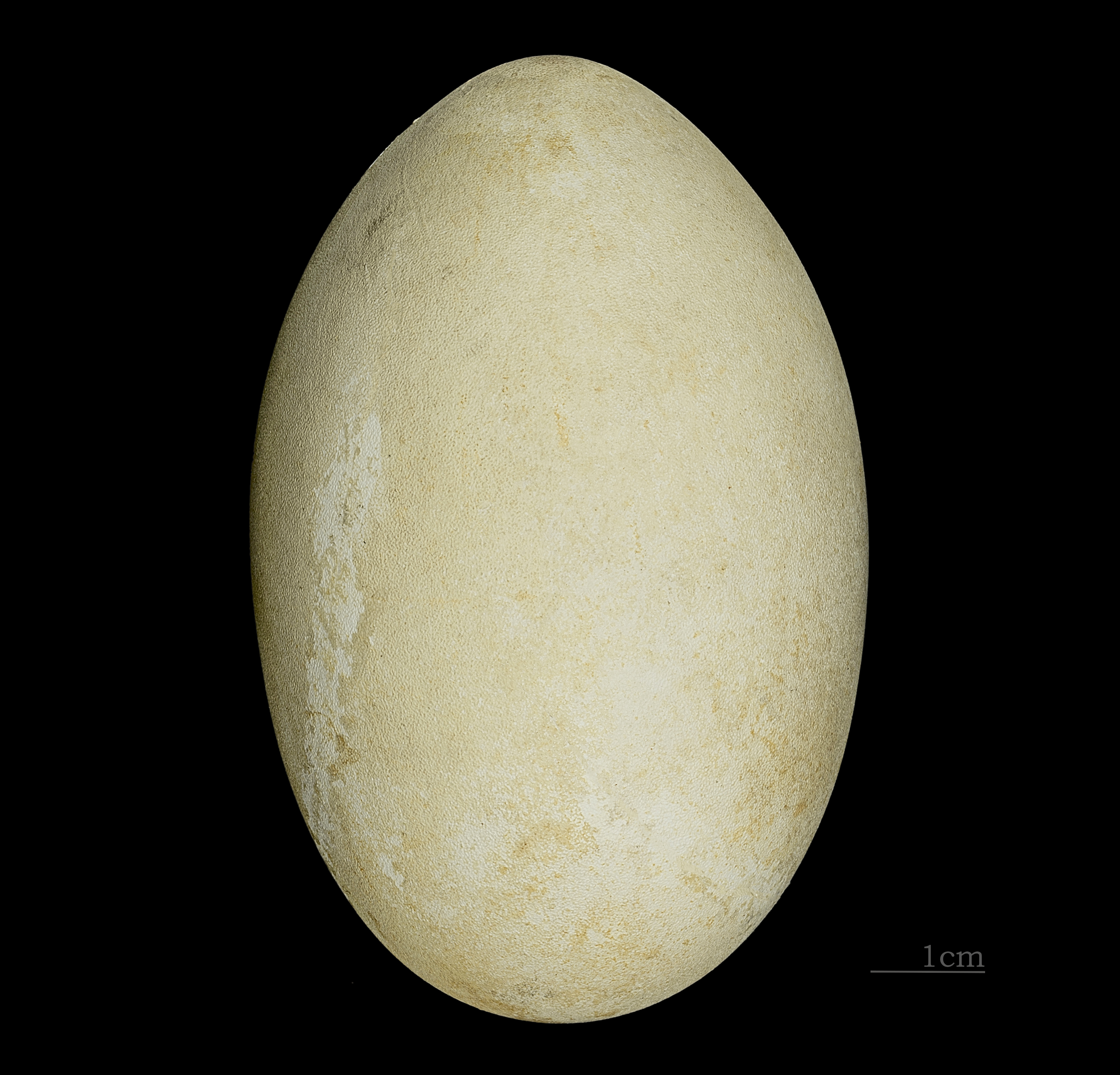
Huevo de Alectura lathami

Esta especie no incuba sus huevos mediante calor corporal. En su lugar, utiliza el calor generado por la descomposición del material orgánico acumulado en sus montículos. Los machos monitorean y ajustan constantemente la temperatura de los nidos, que idealmente se mantiene entre 32 y 36 °C, lo cual es crucial para el desarrollo de los embriones.
Las hembras depositan hasta 33 huevos por temporada, y el peso total de los huevos puede superar hasta cuatro veces el peso corporal de la hembra. Los polluelos, una vez eclosionados, son totalmente precociales, capaces de alimentarse y defenderse por sí mismos desde el nacimiento.

## Distribución y hábitat
El talégalo se encuentra en bosques tropicales y subtropicales de Australia, preferentemente en zonas con suelos arenosos que faciliten la construcción de los montículos. Dos subespecies reconocidas incluyen:
Alectura lathami purpureicollis: restringida al norte de la Península del Cabo York.
Alectura lathami lathami: distribuida desde el sur de Queensland hasta el norte de Nueva Gales del Sur.

## Conservación
Clasificado como "Preocupación Menor" por la UICN, esta especie enfrenta amenazas locales debido a la pérdida de hábitat y depredadores introducidos, como zorros y gatos.